# جاكلين وايلز
جاكلين وايلز (بالإنجليزية: Jacqueline Wiles)‏ هي متزحلقة أمريكية، ولدت في 13 يوليو 1992 في بورتلاند في الولايات المتحدة.

## وصلات خارجية
- الموقع الرسمي
- جاكلين وايلز على موقع الاتحاد الدولي للتزلج (التزلج على المنحدرات الثلجية) (الإنجليزية)
- جاكلين وايلز على موقع أوليمبيديا (الإنجليزية)